# حمد العبيد
حمد عادل جاسم عبد الله علي العبيد (13 أبريل 1982 -)، نائب في مجلس الأمة الكويتي.

## السيرة البرلمانية
شارك حمد العبيد في أول تجربة برلمانية له عبر انتخابات مجلس الأمة الكويتي 2020 وحصل على المركز العشرون في الدائرة الثالثة برصيد 1,827 صوت وخسر بالانتخابات، كما شارك في انتخابات مجلس الأمة الكويتي 2022 وحصل على المركز الثامن في الدائرة الثالثة برصيد 3,376 صوت وفاز بالانتخابات ممثلًا عن التجمع السلفي، وحاصل على بكالوريوس الفقه المقارن وأصول الفقه من جامعة الكويت كما حصل على درجة الماجستير في الاقتصاد الإسلامي من جامعة القاهرة وتولى قبل دخوله مجلس الأمة الكويتي منصب مدير إدارة مكتب المدير العام في هيئة القران والسنة كما تولى منصب مدير إدارة العناية بالقرآن الكريم والسنة النبوية.